# Жизнь бенгальского улана
«Жизнь бенгальского улана»  (англ. The Lives of a Bengal Lancer) — американский чёрно-белый военный приключенческий художественный фильм 1935 года, снятый режиссёром Генри Хэтэуэйем на студии Paramount Pictures.
Премьера фильма состоялась 1 января  1935 года. Экранизация одноимённого романа Франсиско Йейтса-Брауна.

## Сюжет
История трёх британских офицеров, возглавляющих карательную экспедицию против взбунтовавшихся индийских племён. Храбрый офицер и его люди из 41-го полка бенгальских улан — кавалерийского подразделение британских колониальных войск в Индии — находятся на северо-западной границе Британской Индии. Командир, шотландско-канадский лейтенант Алан МакГрегор ожидает, что ему заменят двух новых офицеров . К нему посылают лейтенантов Форсайта и Стоуна. Дональд Стоун — сын полковника Тома Стоуна, который хочет доказать свою преданность Британии, отправив сына на войну. 
Лейтенант Барретт следит за Мухаммедом Ханом и сообщает, что тот планирует восстание против британцев. Лейтенант Стоун взят в плен повстанцами. Мухаммед Хан хочет получить от него информацию о британской поставке боеприпасов. Полковник Стоун отказывается разрешить операцию для спасения своего сына. МакГрегор и Форсайт решают действовать без приказа. Но они тоже взяты в плен людьми Мухаммед-хана. Британцев пытают. Стоун не выдерживает и выдаёт, что знает о партии боеприпасов, которую затем перехватывают повстанцы. Пока бенгальские уланы атакуют укреплённое убежище Хана, троим мужчинам удается сбежать. Они уничтожают захваченные боеприпасы. Стоун искупает свою вину, убивая Хана.

## В ролях
- Гэри Купер – лейтенант Алан МакГрегор
- Франшо Тоун – лейтенант Форсайт
- Ричард Кромвелл – лейтенант Дональд Стоун
- Гай Стендинг – полковник Том Стоун
- Обри Смит – майор Гамильтон
- Дугласс Дамбрилл – Мухаммед Хан
- Кэтлин Барк – Таня
- Монти Блю – Хамзулла хан
- Колин Тапли – лейтенант Барретт
- Аким Тамиров
- Дж. Кэррол Нэш – великий визирь
- Ноубл Джонсон – Рам Сингх
- Джеймсон Томас — Хендриксон

Фильм получил семь номинаций на премию «Оскар» и в конечном итоге статуэтку за лучшего помощника режиссёра.